# Маркграфство Мантуа
Маркграфството Мантуа (на италиански: Marchesato di Mantova) е средновековно маркграфство в Италия от 1433 до 1530 г. Територията е владяна от фамилията Гондзага.

## История
Пинамонте дей Бонаколси (1206 – 1293) от рода Бонаколси става през 1274 г. първият Капитан на народа и сеньор на Мантуа.
През 1433 г., по времето на Джанфранческо I Гонзага († 1444), територията е направена на маркграфство от император Сигизмунд Люксембургски. По времето на маркграф Джанфранческо II Гонзага († 1519), женен за Изабела д’Есте († 1539), дворът на Мантуа е един от най-важните покровители на изкуствата в Европа.
През 1530 г. император Карл V издига маркграф Федерико II Гондзага († 1540) на херцог. Между 1536 и 1559 г. Херцогството Мантуа е присъединено с Маркграфство Монферат.

## Маркграфове на Мантуа
| 1433 – 1444 | Джанфранческо I Гондзага до 1433 signore di Mantova | (1395 – 1444) |
| 1444 – 1478 | Луиджи III Гондзага                                 | (1412 – 1478) |
| 1478 – 1484 | Федерико I Гондзага                                 | (1441 – 1484) |
| 1484 – 1519 | Джанфранческо II Гондзага                           | (1466 – 1519) |
| 1519 – 1530 | Федерико II Гондзага от 1530 duca di Mantova        | (1500 – 1540) |